# Aneurysm
Aneurysm – utwór grunge'owego zespołu Nirvana, wydany na singlu promującym album From the Muddy Banks of the Wishkah (w wersji koncertowej). Utwór był obecny na stronie B singla „Smells Like Teen Spirit”, na albumie Incesticide i minialbumie Hormoaning. Według radia BBC 1 jest to trzeci najlepszy utwór Nirvany po „Smells Like Teen Spirit” i „Heart-Shaped Box”.

## Miejsca na listach przebojów
| Rok  | Single            | Lista                             | Pozycja |
| ---- | ----------------- | --------------------------------- | ------- |
| 1996 | „Aneurysm” (live) | Mainstream Rock Tracks (US)       | No. 11  |
| 1996 | „Aneurysm” (live) | Modern Rock Tracks (US)           | No. 13  |
| 1996 | „Aneurysm” (live) | Hot 100 Airplay (US)              | No. ?   |
| 1996 | „Aneurysm” (live) | Finland Mitä hittiä Charts        | No. 40  |
| 1996 | „Aneurysm” (live) | Tripple J Hottest 100 (Australia) | No. 45  |
| 1996 | „Aneurysm” (live) | Polish Airplay Charts             | No. 17  |